# Whitley (Cheshire)
Whitley is een civil parish in het bestuurlijke gebied Cheshire West and Chester, in het Engelse graafschap Cheshire met 533 inwoners.